# Le Guerno
Le Guerno település Franciaországban, Morbihan megyében. Lakosainak száma 975 fő (2022. január 1.). Le Guerno Noyal-Muzillac, Limerzel, Péaule és Marzan községekkel határos.

## Népesség
A település népességének változása:
| Lakosok száma | 470  | 512  | 580  | 717  | 908  | 943  | 969  | 999  | 992  | 975  |
|               | 1968 | 1982 | 1990 | 2006 | 2013 | 2015 | 2017 | 2019 | 2020 | 2022 |